# Понтасиеве
Понтасиѐве (на италиански: Pontassieve) е град и община в централна Италия, провинция Флоренция, регион Тоскана. Разположен е на 108 m надморска височина. Населението на града е 20 709 души (към 31 декември 2010 г.).